# Gilette
Gilette es una comuna francesa situada en el departamento de Alpes Marítimos, en la región de Provenza-Alpes-Costa Azul.

## Demografía
| 506 | 521 | 504 | 618 | 1024 | 1254 | 1599 |
| Para los censos de 1962 a 1999 la población legal corresponde a la población sin duplicidades (Fuente: INSEE [Consultar]) |     |     |     |      |      |      |